# Os The Darma Lóvers
Os The Darma Lóvers é uma banda brasileira de rock surgida em 1998, com influência budista e psicodélica ..
A dupla formadora da banda foram: Luis Nenung e Irinia Taborda, que também chamada Yang Zam. Casados na época e praticantes budistas, passaram a transformar em poesia e canção suas experiências a partir da perspectiva contemplativa com toques de psicodelia, punk rock e tropicalismo. 
No passar do tempo agregaram novos membros, Marcelo 4Nazzo na guitarra, Thiago Heinrich no baixo e piano, alguns percussionistas que circularam ao longo de sua história, chegando a ter o lendário Jimi Joe na viola de 12 cordas. 
Gravaram 6 álbuns lançados no Brasil e tbm na Europa e Japão, além de participar de diversas coletâneas e tributos.
Suas canções estão todas disponíveis nas principais plataformas. 
Sua formação se manteve até o show de encerramento em 2022, onde gravaram as bases para o documentário que conta seus 25 anos de existência.
Nenung segue em carreira solo, publicando livros de poesia e tbm atuando no trio de eletro-rock "Juliano, Nenung & Albo". Tem parcerias com Frejat, Dado Villa-Lobos, Moreno Veloso, Liminha, Ronaldo Bastos, Paula Toller, Mariana Aydar, Wander Wildner e muitos mais. 

## Biografia
Em 1995, Nenung e Irínia encerram o ciclo da banda Barata Oriental, da qual faziam parte, e em 1998, depois de encontrarem o darma, criam o grupo Os The Darma Lóvers, segundo relata Nenung no livro "Gauleses irredutíveis" (AVILA et al, 2001, p. 95). Os dois se tornaram alunos de Sua Eminência Chagdud Tulku Rinpoche, fundador do templo budista localizado em Três Coroas, e foram tocados pelo Darma de Buda.
A partir disso iniciou-se a ligação com o budismo se tornou cada vez mais forte e atualmente está presente na postura dos músicos e em grande parte das letras, o que fez com que a banda fosse chamada de criadora do "zen rock". O som da banda também é classificado como mantras pop e pop budista. O som da banda também já foi classificado pelo Diário do Pernambuco como folk-rock baseado nos ensinamentos de Sidarta Gautama, o Buda ou como folk psicodélico pelo colunista do G1, Antônio Carlos Miguel.
Ganhou visibilidade internacional quando o álbum "Laranjas do Céu", lançado no Brasil em 2004, foi posteriormente foi lançado na França, pelo selo Nacopajaz Records, em 2006.

## Prêmios
Em 2014, Nenung foi indicado ao Prêmio Açorianos de Melhor Compositor pelo seu trabalho no disco "Espaço!".

## Parcerias e regravações
Ao longo de sua história, Os The Darma Lóvers contou com diversos formações, colaboradores, músicos e produtores tendo sempre a frente a dupla Nenung e Irinia.
No álbum "Espaço!" a dupla Nenung e Irinia foi acompanhada pelos músicos Marcelo Fornazzier, Thiago Heinrich, André Vicente, Cristiano Sassá e Jimi Joe. Em discos anteriores contou com a colaboração destes e de outros músicos, como Frank Jorge, Alexandre Kassin, Moreno Veloso, Domenico Lancellotti, Ronaldo Bastos, Dado Villa-Lobos, Mariana Aydar, Sassá, Jimi Joe, André Vicente, entre outros.
Algumas de suas composições foram regravadas por outros artistas. Dado Villa-Lobos regravou duas músicas: a primeira foi "Diamante", canção do primeiro álbum da banda, conhecido como "Branquinnho" (2000), que foi regravada no seu "Jardim de Cactus" (2009); a segunda é a música "O homem que calculava", canção do álbum "Simplesmente" (2009), que foi regravada no disco "O passo do Colapso" (2012).
Nenung também compõe com outros artistas. Com Wander Wildner compôs a canção “Replicante em teste” para o disco "Em teste" da banda Os Replicantes. Com Paula Toller e Liminha compôs a faixa título do álbum da cantora lançado em 2014, "Transbordada".

## Integrantes[17]
- Nenung - voz, harmônica e violão
- Yang Zam (ou Irínia) - voz, guitarra e incensos
- 4Nazzo (ex-DeFalla) - guitarra
- Thiago Heinrich - baixo e piano
- Cristiano Sassá - percussão

## Discografia

### Álbuns de estúdio
- Espaço! (2013)
- Simplesmente (2009)
- Laranjas do Céu (2004)
- Básico (2002)
- Os The Darma Lóvers (Branquinho) (2000)

### Álbuns ao vivo
- Lóver Hits + ao Vivo no Ocidente (2006)

### Demos
- Demo (1999)